# Grand China Air
Grand China Air (GCA) è una compagnia aerea cinese costituita su iniziativa del Gruppo HNA (Hainan Airlines).

## Storia
Grand China Air è stata costituita il 29 novembre 2007 su iniziativa di Hainan Airlines, per fondere le sue operazioni con le filiali del Gruppo HNA Shanxi Airlines, Chang'an Airlines, e China Xinhua Airlines. Con sede a Pechino e registrazione nella provincia di Hainan, ha iniziato con tre Boeing 737-800.
Grand China Air è gestita da una società capogruppo denominata Grand China Airlines Holding Company, che è detenuta congiuntamente dal governo della provincia di Hainan (48,6%),  da George Soros (18,6%), e dal Gruppo HNA (32,8%).
Nel gennaio 2021, il governo degli Stati Uniti ha definito Grand China Air una società "posseduta o controllata" dall'Esercito popolare di liberazione e quindi ha vietato a qualsiasi società o individuo statunitense di investire in essa.

## Flotta
A dicembre 2022 la flotta di Grand China Air è così composta: